# Arxiu Ismael Latorre Mendoza
L'Arxiu Ismael Latorre Mendoza (AILM) és un arxiu local i de tradició familiar valencià amb seu a Alginet (Ribera Alta). Els fons contenen més de 400.000 negatius fotogràfics pertanyents a cinc fotògrafs, dels quals més de 300.000 són obra de fotogràf de reportatge valencià Ismael Latorre Mendoza, fill predilecte d'este municipi riberenc i que dona nom al centre. L'arxiu constituïx un dels fons documentals més amplis del País Valencià.
El responsable legal és Vicenç Salvador Torres Guerola, que alhora és un dels altres quatre fotògrafs que també nodrixen els fons de l'AILM —juntament amb les imàtgens de l'esposa d'Ismael Latorre, Laura Canet Lozano, i els seus fills Gerard i Carolina Latorre Canet.
Les fotografies de l'Arxiu Ismael Latorre Mendoza s'han publicat en diverses exposicions locals i provincials del País Valencià, com ara Alginet agrícola, Els cultius, La dona i el seu treball, La força de la dona, Estampes populars d'Alginet, Xiquetes i xiquets del carrer, Exposició fotogràfica de l'artista d'Alginet Ismael Latorre, Pilota valenciana o Testimonis i veus del segle xx.
Una de les tasques de l'arxiu és l'alliberament públic de fotografies i documents al coneixement lliure a través d'una col·laboració amb l'Associació Amical Wikimedia. A data de 2020, la institució havia cedit els drets sota llicència lliure de més de 2.000 fitxers. A més, ha col·laborat en projectes de recuperació d'obres fotogràfiques amb el també arxiu fotogràfic familiar de Vicente Nàcher Vendrell.